# Tamme Goecke
Tamme Weyert Goecke (* 26. Mai 1966 in Würzburg) ist ein deutscher Frauenarzt, Perinatalmediziner und Geburtshelfer.

## Leben
Goeckes Eltern sind der Gynäkologe Claus Botho Goecke und seine Frau Hannelore geb. Jütte. Tamme ist das vierte von sechs Kindern. Nach dem Abitur am Institut Schloss Herdringen und einem einsemestrigen Studium Generale in Freiburg diente er im Sanitätsdienst der Bundeswehr und begann 1989 sein Medizinstudium an der Philipps-Universität Marburg. Im Rahmen des Studiums wechselte er an die University of Cape Town und später an die RWTH Aachen. Er schloss 1996 sowohl das Studium an der RWTH Aachen als auch seine Promotion zum Dr. med. mit dem Titel: „Die zellulären Kohlenhydrate der bei bakterieller Vaginose bedeutsamen anaeroben Gattung Mobiluncus/Falcivibrio. Eine gaschromatographisch-massenspektrometrische Untersuchung“ erfolgreich ab. Einer Familientradition folgend war Goecke während des Studiums sowohl beim Corps Palatia-Guestphalia Freiburg als auch beim Corps Teutonia Marburg aktiv. Beim Ersteren leitete er später über 17 Jahre den Altherrenverband. Zusammen mit Patrick von Samson-Himmelstjerna organisierte er den ersten Paukärztekongress. Am 2. und 3. März 2007 fand dieser auf dem Corpshaus der Palatia-Guestphalia in Freiburg statt. 

### Düsseldorf
Als Arzt im Praktikum begann Goecke seine Facharztausbildung zum Gynäkologen unmittelbar nach Abschluss des Medizinstudiums an der Frauenklinik des Universitätsklinikums Düsseldorf. Am Institut für Pharmakologie der Heinrich-Heine-Universität Düsseldorf untersuchte er Veränderungen der Nabelschnurgefäße bei Präeklampsie.

### Erlangen
2001 wechselte er an die Frauenklinik des Universitätsklinikum Erlangen, wo er sich der Pränataldiagnostik und Geburtsmedizin zuwandte. In Erlangen vollendete er die Facharztausbildung zum Arzt für Frauenheilkunde und Geburtshilfe und schloss die Weiterbildung für Spezielle Geburtshilfe und Perinatalmedizin an. Zeitgleich erwarb er die spezielle Ultraschallqualifikation DEGUM II der Deutschen Gesellschaft für Ultraschall in der Medizin (DEGUM). Mit Abschluss der Zusatzausbildungen wurde ihm die Leitung des Perinatalzentrums (Level I) und der Pränataldiagnostik an der Frauenklinik des Universitätsklinikums Erlangen übertragen. Wissenschaftlicher Schwerpunkt waren Kooperationsprojekte (FRAMES = Franconian Maternal Health Evaluation Studies und MATER = Maternal Attachment in Erlangen) zum Einfluss der Schwangerschaft und Geburt auf die Entwicklung und Auswirkung von Depressionen auf Mutter und Kind. Dafür erhielt das Team um Goecke den höchstdotierten Preis für geburtshilfliche Forschung in Europa, den Geisenhofer-Stiftungspreis. 2012 habilitierte Goecke zum Thema der Postpartalen Depression. Er erhielt die Venia Legendi der Friedrich-Alexander-Universität Erlangen-Nürnberg für das Fach Frauenheilkunde und wurde zum Privatdozenten ernannt. Die klinischen Schwerpunkte lagen in der Pränatalen Diagnostik und Therapie, der Betreuung von Risikoschwangeren und in der Integration der natürlichen Geburtshilfe (Akupunktur, Homöopathie, Hypnose) in die universitäre Geburtsmedizin. Er erlangte die Zusatzqualifikationen Diabetologie und Health Management.

### Aachen
Noch im Jahr der Habilitation (2012) folgte Goecke einem Ruf an die Exzellenzuniversität RWTH Aachen auf die Professur für Pränatale Medizin. Er leitete die Pränataldiagnostik und das Perinatalzentrum (Level I) der Frauenklinik des Universitätsklinikums Aachen. Der wissenschaftliche Schwerpunkt lag weiterhin im Bereich Auswirkung von Schwangerschaft und Wochenbett auf die Postpartale Depression und deren Auswirkung auf die kindliche Entwicklung. Weitere Forschungsschwerpunkte waren die Pharmakokinetik in der Schwangerschaft, die Auswirkungen von Alkoholen und Weichmachern auf die kindliche Entwicklung sowie Entwicklung von Markern zur individuellen Vorhersage von Depression. Wie schon in Erlangen war er auch in Aachen Mitglied des Klinischen Ethikkomitee der Universität. Seine wissenschaftlichen Tätigkeit umfasst: 18 Publikationen mit Erst-/Letztautorenschaften, 82 Publikationen mit Koautorenschaften, 37 Übersichtsartikeln sowie 11 Buchartikeln (h-Index 31, i10-Index 72 (Scholar))

### Rosenheim
Zum 1. Januar 2018 verließ Goecke Aachen und übernahm als Privatdozent in seiner neuen Wahlheimat die Leitung der Geburtshilfe (Perinatalzentrum Level I – Südostbayern) am RoMed-Klinikum in Rosenheim. Er ist verheiratet, lebt in Stephanskirchen und hat fünf Kinder.

## Werke
- Kompendium der klassischen Naturheilverfahren: allgemeine und spezielle Naturheilverfahren (2000)
- Balneologisches Institut Bad Aachen e.V. – Festschrift zum 20-jährigen Bestehen 1983–2003 (2003)
- Stammzellen aus Nabelschnurblut – ein besonders Gut (2010)